# 宋名世
宋名世，字承期，河南归德府商丘县人，民籍，明朝政治人物。

## 生平
万历十年（1582年）壬午科河南乡试第八名舉人（亞魁），授直隸寧國府教授，萬曆二十九年（1601年）辛丑科進士，初授昌乐县知县，三十五年调任山西河曲县，三十六年调知山西荣河县，歴官至四川夔州府知府。
弟宋名扬，万历戊午科舉人。